# 八戸市立長者小学校
八戸市立長者小学校（はちのへしりつ ちょうじゃしょうがっこう）は、青森県八戸市長者3丁目にある公立小学校。

## 沿革
- 1876年（明治9年） - 類家小学創立。
- 時期不明 - 長者村立類家尋常小学校と改称。
- 1898年（明治31年）10月10日 - 長者村立糠塚尋常小学校を統合し、長者村立長者尋常高等小学校と改称。
- 1901年（明治34年）
  - 4月 - 高等小学校を併置し、長者村立長者尋常高等小学校と改称。
  - 7月1日 - 長者村が八戸町に合併された為、八戸町立長者尋常高等小学校と改称。
- 1902年（明治35年）11月3日 - 校歌制定（青森県内初）。
- 1909年（明治42年）7月8日 - 高等小学校を廃止し、八戸町立長者尋常小学校と改称。
- 1929年（昭和4年）5月1日 - 八戸町の市制施行により、八戸市立長者尋常高等小学校と改称。
- 1941年（昭和16年）4月1日 - 国民学校令により、長者国民学校と改称。
- 1947年（昭和22年）4月1日 - 学制改革により、八戸市立長者小学校と改称。
- 1960年（昭和35年）10月10日 - 新校舎落成式挙行。
- 1978年（昭和53年）3月31日 - 図南小学校開校により、一部学区を分離。
- 2016年（平成28年）10月28日 - 創立140周年記念式典挙行し、祝賀会開催。

## 通学区域
- 稲荷町・徒士町・本徒士町・廿三日町・荒町・新荒町・上組町・上徒士町・常番町・町組町・廿六日町・藤子新町・本鍛冶町・鳥屋部町・古常泉下・山伏小路・八坂町・長者山・北糠塚・東糠塚・南糠塚・西糠塚・枡形・藤子[2]

## アクセス
- 八戸市営バス「長者小学校前」バス停下車。
  - 郊外方面へは「1」系統か「N61」系統、中心街方面へは「C5」系統か「P8」系統を利用。

## 周辺
- ゆりの木通り（八戸市道）
- ニチイキッズ八戸ゆりの木保育園
- たいなか保育園
- 八戸大杉平郵便局
- 国道340号
- セブンイレブン八戸大杉平店
- ツルハドラッグ八戸大杉平店

## 著名な卒業生
- 住澤整[3] - 財務官僚、第54代国税庁長官[4]
- 伊調馨 - 2004年アテネ五輪から2016年リオ五輪まで、オリンピック女子レスリング4連覇[5]。

## 参考資料
- 『青森県教育史 別巻』（青森県教育委員会・1973年12月20日発行）「学校沿革 小学校」718頁「長者小学校」（一部内容除く）